# Pīshkhān
Pīshkhān (persiska: پیشخان) är en ort i Iran.   Den ligger i provinsen Gilan, i den nordvästra delen av landet, 260 km nordväst om huvudstaden Teheran. Antalet invånare är 817.
Terrängen runt Pīshkhān är platt. Runt Pīshkhān är det ganska tätbefolkat, med 120 invånare per kvadratkilometer. Närmaste större samhälle är Bandar-e Anzalī, 18,7 km nordost om Pīshkhān. Trakten runt Pīshkhān består till största delen av jordbruksmark.